# Интервальная алгебра Аллена
Интервальная алгебра Аллена — это исчисление для пространственно-временных рассуждений, которое было введено Джеймсом Ф. Алленом в 1983 году.
Исчисление определяет возможные отношения между временными интервалами и предоставляет собой составную таблицу, которую можно использовать в качестве основы для рассуждений о хронологических описаниях событий.

## Формальное описание

### Отношения
Следующие 13 базовых отношений охватывают возможные отношения между двумя интервалами.
| Отношение                                                                                        | Иллюстрация         | Интерпретация                                              |
| ------------------------------------------------------------------------------------------------ | ------------------- | ---------------------------------------------------------- |
| {\displaystyle X\,{\mathrel {\mathbf {<} }}\,Y} {\displaystyle Y\,{\mathrel {\mathbf {>} }}\,X}  | X предшествует Y    | X предшествует Y Y предшествует X                          |
| {\displaystyle X\,{\mathrel {\mathbf {m} }}\,Y} {\displaystyle Y\,{\mathrel {\mathbf {mi} }}\,X} | X встречает Y       | X встречает Y Y встречен X (i означает inverse (инверсию)) |
| {\displaystyle X\,{\mathrel {\mathbf {o} }}\,Y} {\displaystyle Y\,{\mathrel {\mathbf {oi} }}\,X} | X перекрывается с Y | X перекрывается с Y Y перекрывается X                      |
| {\displaystyle X\,{\mathrel {\mathbf {s} }}\,Y} {\displaystyle Y\,{\mathrel {\mathbf {si} }}\,X} | X начинается с Y    | X начинается с Y Y начинается с X                          |
| {\displaystyle X\,{\mathrel {\mathbf {d} }}\,Y} {\displaystyle Y\,{\mathrel {\mathbf {di} }}\,X} | X во время Y        | X во время Y Y содержит X                                  |
| {\displaystyle X\,{\mathrel {\mathbf {f} }}\,Y} {\displaystyle Y\,{\mathrel {\mathbf {fi} }}\,X} | X заканчивается с Y | X заканчивает Y Y закончен X                               |
| {\displaystyle X\,{\mathrel {\mathbf {=} }}\,Y}                                                  | X равен Y           | X равен Y                                                  |

Используя это исчисление, данные факты могут быть формализованы и затем использованы для автоматического рассуждения. Отношения между интервалами формализуются как наборы базовых отношений.
Предложения:
Во время ужина Пётр читает газету. После этого он ложится спать.
формализуются в интервальной алгебре Аллена следующим образом:
{\displaystyle {\mbox{газета }}\mathbf {\{\operatorname {d} \}} {\mbox{ ужин}}}
{\displaystyle {\mbox{ужин }}\mathbf {\{\operatorname {<} \}} {\mbox{ кровать}}}
В общем случае число различных соотношений между n интервалами, начиная с n = 0, равно 1, 1, 13, 409, 23917, 2244361… OEIS A055203. Особый случай, показанный выше, относится к n = 2.

## Композиция отношений между интервалами
Для рассуждений об отношениях между временными интервалами интервальная алгебра Аллена предоставляет таблицу композиций. Учитывая отношение между X и Y и отношение между Y и Z, таблица композиций позволяет сделать вывод об отношении между X и Z. Вместе с обратной операцией это превращает интервальную алгебру Аллена в алгебру отношений.
Например, можно сделать следующей вывод: {\displaystyle {\mbox{газета }}\mathbf {\{\operatorname {<} \}} {\mbox{ кровать}}}.

## Расширения
Интервальная алгебра Аллена может использоваться для описания как временных интервалов, так и пространственных конфигураций. Для последнего случая отношения интерпретируются как описание относительного положения пространственных объектов. Это также работает для трёхмерных объектов, перечисляя отношения для каждой координаты отдельно.
Изучение перекрывающейся разметки использует похожую алгебру. Её модели имеют больше вариаций в зависимости от того, разрешено ли конечным точкам структур документа быть действительно совместно расположенными или просто касательными.

## Реализации
- Простая библиотека Java, реализующая концепцию временных отношений Аллена и алгоритм согласованности путей.
- Библиотека Java, реализующая интервальную алгебру Аллена (включая структуры данных и индексов, например, дерево интервалов[англ.])
- Онтология времени в OWL — онтология временных концепций OWL-2 DL, предназначенная для описания временных свойств ресурсов в мире или описанных на веб-страницах.
- qualreas — это фреймворк Python для качественного рассуждения в сетях реляционных алгебр, таких как RCC-8, интервальная алгебра Аллена, а также алгебра Аллена, интегрированная с точками времени и расположенная либо во времени левого, либо правого ветвления.
- EveXL — это небольшой предметно-ориентированный язык для обнаружения событий, реализующий операторы интервальной алгебры с помощью шаблонов ASCII-графики.

Семантические механизмы рассуждений для интервальной алгебры Аллена (и других): GQR и SparQ.